# إم. بلايني بيترسون
إم. بلايني بيترسون هو محامي وسياسي أمريكي، ولد في 26 مارس 1906 في أوغدن في الولايات المتحدة، وتوفي بنفس المكان في 15 يوليو 1985. نشط حزبياً في الحزب الديمقراطي. وقد انتخب عضو مجلس النواب الأمريكي.